# Leges Valeriae Horatiae
Las Leges Valeriae Horatiae (en español: "leyes Valeria Horacia") fueron tres leyes particularmente favorables a la plebe, atribuidas, según la tradición, a los dos cónsules romanos Lucio Valerio Potito y Marco Horacio Barbato, presumiblemente aprobadas en el 449 a. C. 
Restauraron el derecho de apelación al pueblo e introdujeron medidas favorables a los plebeyos. Las acciones de los cónsules se produjeron después de una rebelión plebeya, la denominada segunda secesión plebeya, que derrocó al segundo decenvirato, que había estado gobernando tiránicamente. Los dos cónsules habían mostrado simpatía por los plebeyos y, en consecuencia, habían sido elegidos para negociar la resolución de la rebelión. Sus nuevas leyes sofocaron el malestar plebeyo.
Estas leyes se conocen como: Lex Valeria Horatia de plebiscitis, Lex Valeria Horatia de provocatione y Lex Valeria Horatia de tribunicia potestate. Sin embargo, parte de la doctrina cree que estas leyes son el resultado de falsificaciones de los annales.

## Antecedentes
En el 450 a. C., durante lo que iba a ser el denominado conflicto de los órdenes que duró 207 años, entre los patricios y los plebeyos, los patricios dieron su 'consentimiento para el nombramiento de un cuerpo de legisladores, elegidos en igual número entre plebeyos y patricios para promulgar lo que sería útil a ambos órdenes y asegurase la misma libertad para cada uno”.
Los plebeyos querían un conjunto de leyes publicadas para que hubiera reglas, protecciones y castigos claramente definidas y conocidas. Hasta ese momento, las leyes no estaban escritas y estaban abiertas a un uso arbitrario y, en ocasiones, al abuso. Se nombró una comisión de diez hombres para desarrollar las leyes, los Decemviri Legibus Scribundis Consulari Imperio (decenviri significa diez hombres). Se suspendieron el consulado (cargo de los dos jefes de la República romana, elegidos anualmente) y los tribunos de la plebe (representantes de los plebeyos). Los decenviri también debían actuar como un gobierno exento del derecho de apelar al pueblo contra acciones arbitrarias de su parte. La conducta del primer decenvirato fue ejemplar y redactó tablas de leyes de bronce.
Se consideró que se necesitaban dos leyes más para completar la legislación. Se eligió un nuevo decenvirato. Según Tito Livio, el segundo decenvirato fue despótico y abusó del pueblo, aprovechándose de su exención del derecho de apelación. Esto finalmente condujo a una nueva rebelión plebeya conocida como la "segunda secesión plebeya". Los plebeyos se trasladaron al Mons Sacer (Monte Sagrado), fuera de la ciudad, y se comprometieron a permanecer allí hasta que se cumplieran sus demandas. Sus demandas eran la renuncia de los decenviri, la restauración del derecho de apelación al pueblo y la restauración de los tribunos de la plebe y sus poderes. Lucio Valerio y Marco Horacio, dos patricios que se habían enfrentado a un caso de abuso de un plebeyo por parte de los decenviri y habían mostrado simpatía hacia los plebeyos, fueron enviados a negociar al Mons Sacer. Las negociaciones fueron exitosas, los decenviri dimitieron y se canceló la secesión. Lucio Valerio y Marco Horacio fueron elegidos cónsules del año 449 a. C. Restauraron el derecho de apelar al pueblo y aprobaron medidas favorables a los plebeyos para atender sus agravios surgidos durante la rebelión.

## Las leyes Valeria Horacia

### Lex Valeria Horatia de plebiscitis
Establecía que las resoluciones aprobadas por el concilio de la plebe (concilia plebis) eran vinculantes para todos. Los plebeyos habían creado este organismo como su propia asamblea donde podían debatir sus propios asuntos durante su primera rebelión, la primera secesión plebeya (494 a. C.). Los patricios fueron excluidos del concilio de la plebe. El concilio también podía votar sobre leyes que concernían a los plebeyos. Era convocado y presidido por los tribunos plebeyos, cargos que se habían creado durante la primera rebelión plebeya. Estos tribunos proponían resoluciones al voto del concilio. Estas instituciones plebeyas se crearon para la autodefensa de los plebeyos contra los abusos de los cónsules y la aristocracia romana y estaban separadas de las instituciones del senado romano controlado por los patricios. Los patricios se negaron a reconocer las resoluciones del concilio como leyes vinculantes para todo el pueblo y, por tanto, tampoco para los patricios. Tito Livio escribió que como “era un punto en controversia, si los patricios estaban obligados por las regulaciones promulgadas en una asamblea de los comunes, ellos [los cónsules] propusieron una ley en los comicios centuriados [la asamblea de los soldados, que votaban las leyes propuestas por los cónsules], que todo lo que los comunes ordenaran colectivamente, debería obligar a todo el pueblo; por cuya ley se dio un arma más afilada a las mociones presentadas por los tribunos”. La eficacia general de esta ley no fue reconocida de nuevo y definitivamente hasta el 287 a. C. por la Lex Hortensia de plebiscitis.

### Lex Valeria Horatia de provocatione
Con la ley se instituía el derecho de apelación al pueblo (provocatio ad populum), lo que significa "llamar al pueblo". Un ciudadano podía llamar al pueblo contra el uso sumario del poder por parte de los cónsules u oficiales contra él. Con este tipo de recurso se detendría la acción sumaria emprendida. Así, preveía la posibilidad de que la pena de muerte a una persona pudiera transformarse en otra pena menor, si así lo estableciera el juicio popular en los comitia curiata. 
Esta ley también prohibía la creación de cargos oficiales que estuvieran exentos del derecho de apelación del pueblo. Tito Livio escribió que mediante esta ley, el derecho de apelación del pueblo “no solo fue restaurado sino fortalecido para el futuro mediante una nueva promulgación. Prohibía el nombramiento de cualquier magistrado que no tubiera derecho de apelación, y siempre que cualquiera que lo hiciera, pudiera ser justa y lícitamente condenado a muerte, y el hombre que le diera muerte no debería ser considerado culpable de asesinato”.
Sin embargo, se conocen tres Leges Valeriae de provocatione, una fechada en el 509 a. C., otra en el 449 a. C. y otra en el 300 a. C., obviamente atribuidas a un 'cónsul Valerio' diferente. Según la mayoría de la doctrina, las dos primeras leyes deberían considerarse meras conjeturas, situando el nacimiento de la provocatio sólo en el 300 a. C.

### Lex Valeria Horatia de tribunicia potestate
Esta ley, también fechada a veces en el 509 a. C., restauró la potestas tribunicia, los poderes de los tribunos plebeyos (a menudo denominados poderes tribunicios). También estableció el principio de la inviolabilidad (sacrosanctitas) de los representantes de la plebe, los tribunos, los ediles (asistentes de los tribunos) y los decenviros. Con ella se produjo un reconocimiento oficial por parte de todo el pueblo del cargo tribunicio.
Este principio se basaba en la lex sacrata (ley sagrada), que era una sanción religiosa según la cual, un templo, un objeto sagrado o una persona podían ser declarados físicamente inviolables (sacrosant). Según Festo, 'las leyes sagradas son leyes que tienen la sanción de que cualquiera que las quebrante sea maldecido por uno de los dioses, junto con su familia y sus bienes'. El violador se convertía en sacer (maldito), se consideraba que había dañado a un dios o a los dioses, además de al objeto sacrosanto o la persona, y se convirtía en una pérdida para el dios o los dioses. Cualquiera que lo matara estaría cumpliendo con un deber sagrado y no sería castigado, siendo el violador muerto entregado a los dioses en cuestión".
El principio de la inviolabilidad de los tribunos plebeyos se había establecido tras la primera rebelión plebeya. Además de ser los líderes de los plebeyos, los tribunos eran sus protectores. Tenían el poder de detener las acciones de los cónsules u oficiales que consideraran sumarias y perjudiciales para los plebeyos de forma individual. Este poder descansaba en el principio de que la persona del tribuno plebeyo era sacrosanta. Cualquiera que lo perjudicara sería declarado sacer. Esto significaba que los plebeyos juraban matar a quien perjudicara a sus tribunos y se le dio una base religiosa. Los plebeyos se comprometían a proteger a sus protectores.
Tito Livio decía que los cónsules renovaban la potestas tribunicia “con ciertos ritos sagrados revividos de un pasado lejano, y donde además de asegurar su inviolabilidad por sanciones religiosas, promulgaron una ley que prohibía a cualquiera que violentara a los magistrados de la plebe, ya fueran tribunos, ediles o jueces decenvirales. Su persona debía ser sacrificada a Júpiter, sus posesiones vendidas y las ganancias asignadas al templo de Ceres, Liber y Libera…”.